# グローバー (フリゲート)
グローバー（英語: USS Glover; AG-163, AGDE-1, AGFF-1, FF-1098）は、アメリカ海軍が運用していた実験艦・護衛駆逐艦・フリゲート。基本計画番号SCB198。
対潜戦能力（特に水測装備）の開発・改良と、その性能発揮のための設計面の研究を目的として、1961年度計画（FY61）で1隻のみ建造された。設計面では、同年度計画より建造を開始していたガーシア級（SCB199A）をもとにしているが、推進器はダクテッド・プロペラに変更されたほか、低速機として小型の補助電気推進装置が追加された。
装備もおおむねガーシア級のそれを踏襲しているが、アスロック・ランチャーは再装填機構を持たず、また52番砲も省かれた。そのかわりに、艦内には試験施設と、その際に同乗する民間人技術者30名のための居住施設などが設置されている。